# Kjeragbolten
Le Kjeragbolten est un bloc erratique de Norvège qui a la particularité d'être coincé dans une anfractuosité rocheuse sur les pentes du Kjerag, une montagne du comté de Rogaland dominant le Lysefjord. 
Suspendu à 984 mètres de haut, il constitue un lieu touristique très populaire et un but de balade pour de nombreux randonneurs.

## Accès
Le rocher est accessible après environ trois heures de marche. Certains passages assez techniques requièrent un équipement adéquat et une bonne condition physique. Le départ se fait généralement depuis un parking payant à Øygardstøl situé à deux heures de route de Stavanger.

## Géologie

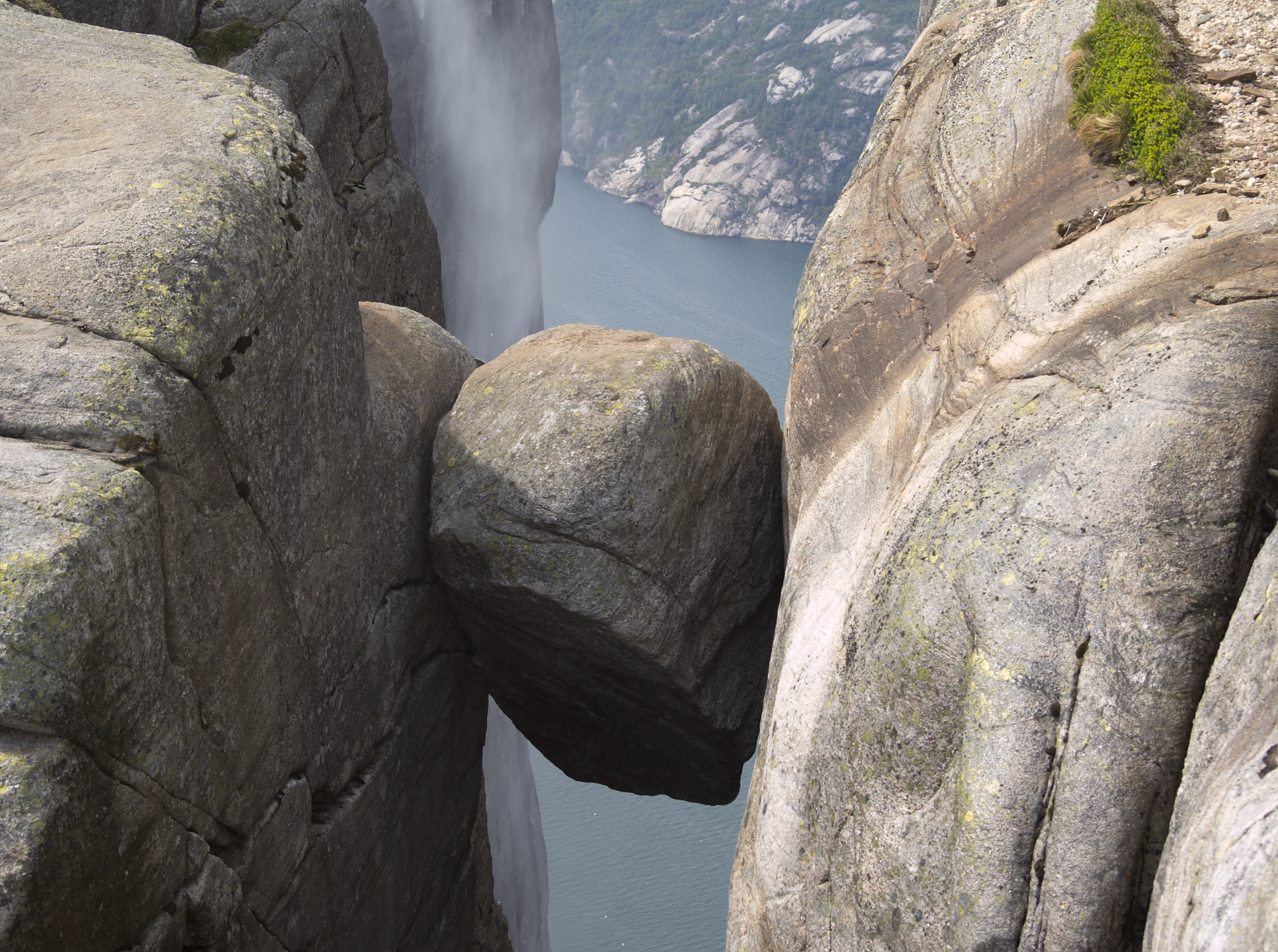
Vue du Kjeragbolten avec les eaux du Lysefjord en contrebas.

Le comté de Rogaland, où se trouve le rocher, est situé dans une zone tectonique faible, ce qui permet à la rivière de creuser dans la montagne de grès environnante. Au cours des différentes périodes glaciaires connues en Scandinavie, la Norvège était entièrement recouverte de glaciers. Entre les périodes glaciaires, l'eau de fonte forma et reforma la vallée jusqu'à 22 fois.
Après la dernière période glaciaire, le réchauffement climatique a provoqué une élévation du niveau de la mer, inondant les fjords. Le bloc s'est déposé au cours de la dernière période glaciaire, vers 50 000 av. J.C.
La fonte du glacier norvégien s'est accompagnée d'un rebond des formations rocheuses au fur et à mesure de l'élimination de la glace. Dans le cas de Kjeragbolten, le rebond semble avoir été plus rapide que la montée du niveau de la mer, ce qui a fixé le rocher dans sa position actuelle.

## Dans la culture populaire
Le Kjeragbolten est représenté sur la couverture de l'album A View from the Top of the World du groupe de metal progressif américain Dream Theater.